# Sokratischer Eid
Der Sokratische Eid (auch Eid des Sokrates) ist ein Eid für Erzieher und Lehrer, den der Pädagoge Hartmut von Hentig als pädagogisches Pendant zum antiken Eid des Hippokrates, den Ärzte früher bei ihrer Approbation leisten mussten, entworfen hat. Der Erziehungswissenschaftler Klaus Zierer hat diesen Eid unter die Lupe genommen und sich damit kritisch vor dem Hintergrund veränderter gesellschaftlicher Rahmenbedingungen und pädagogischer Erkenntnisse auseinandergesetzt. Er plädiert für eine Erneuerung des Sokratischen Eides und hat dazu das Buch Der Sokratische Eid. Eine zeitgemäße Interpretation (2022) veröffentlicht.

## Hartmut von Hentigs Sokratischer Eid (1991)
„Als Lehrer/in und Erzieher/in verpflichte ich mich,
- die Eigenheiten eines jeden Kindes zu achten und gegen jedermann zu verteidigen;
- für seine körperliche und seelische Unversehrtheit einzustehen;
- auf seine Regung zu achten, ihm zuzuhören, es ernst zu nehmen;
- zu allem, was ich seiner Person antue, seine Zustimmung zu suchen, wie ich es bei einem Erwachsenen täte;
- das Gesetz seiner Entwicklung, soweit es erkennbar ist, zum Guten auszulegen und dem Kind zu ermöglichen, dieses Gesetz anzunehmen;
- seine Anlagen herauszufordern und zu fördern;
- seine Schwächen zu schützen, ihm bei der Überwindung von Angst und Schuld, Bosheit und Lüge, Zweifel und Misstrauen, Wehleidigkeit und Selbstsucht beizustehen, wo es das braucht;
- seinen Willen nicht zu brechen – auch nicht, wo er unsinnig erscheint; ihm vielmehr dabei zu helfen, seinen Willen in die Herrschaft seiner Vernunft zu nehmen;
- es also den mündigen Verstandsgebrauch zu lehren und die Kunst der Verständigung und des Verstehens;
- es bereit zu machen, Verantwortung in der Gemeinschaft zu übernehmen und für diese;
- es auf die Welt einzulassen, wie sie ist, ohne es der Welt zu unterwerfen, wie sie ist;
- es erfahren zu lassen, was und wie das gemeinte gute Leben ist;
- ihm eine Vision von der besseren Welt zu geben und Zuversicht, dass sie erreichbar ist;
- es Wahrhaftigkeit zu lehren, nicht die Wahrheit, denn ‚die ist bei Gott allein‘.

Damit verpflichte ich mich,
- so gut ich kann, selbst vorzuleben, wie man mit den Schwierigkeiten, den Anfechtungen und Chancen unserer Welt und mit den eigenen immer begrenzten Gaben, mit der eigenen immer gegebenen Schuld zurechtzukommen;
- nach meinen Kräften dafür zu sorgen, dass die kommende Generation eine Welt vorfindet, in der es sich zu leben lohnt und in der die ererbten Lasten und Schwierigkeiten nicht deren Ideen, Hoffnungen und Kräfte erdrücken;
- meine Überzeugungen und Taten öffentlich zu begründen, mich der Kritik – insbesondere der Betroffenen und Sachkundigen – auszusetzen, meine Urteile gewissenhaft zu prüfen;
- mich dann jedoch allen Personen und Verhältnissen zu widersetzen – dem Druck der öffentlichen Meinung, dem Verbandsinteresse, dem Beamtenstatus, der Dienstvorschrift, wenn sie meine hier bekundeten Vorsätze behindern.“[1]

## Klaus Zierers Sokratischer Eid (2022)
„Als Lehrperson verpflichte ich mich, all mein Fühlen, Denken und Handeln im Beruf auf das Wohl der mir anvertrauten Kinder hin auszurichten.
Den Kindern gegenüber verpflichte ich mich,
- jedes Kind seinen Möglichkeiten und seinem Entwicklungsstand entsprechend zu fordern und zu fördern,
- kein Kind zurückzulassen oder abzuschreiben, egal welche Gründe gegeben sind,
- das Scheitern von mir anvertrauten Kindern immer und immer wieder als Anlass für neue Wege meines Lehrens zu nehmen,
- Fehler als Chance zu begreifen, nicht als Makel,
- Herausforderungen im Bildungsprozess zu setzen, damit Unter- und Überforderung nicht eintreten,
- Motivationen zu suchen, aufzugreifen und zu wecken,
- immer und immer wieder in den Dialog zu gehen, Rückmeldungen zu geben und einzuholen, Fragen zu stellen und zuzuhören,
- Unterrichtsfächern eine dienende Funktion im Bildungsprozess zuzuschreiben,
- alle Bereiche der Persönlichkeit anzusprechen und anzuregen,
- Vertrauen in die Welt und die eigene Person zu schenken und tagtäglich sichtbar zu machen,
- die Klasse und die Schule als Willkommensort zu begreifen und zu gestalten,
- für eine wertschätzende, angstfreie und bildungswirksame Atmosphäre und Beziehung zu sorgen und
- für die leibliche, geistige und seelische Unversehrtheit der mir anvertrauten Kinder einzustehen.

Den Eltern gegenüber verpflichte ich mich,
- auf Augenhöhe zu kommunizieren und eine Bildungspartnerschaft aufzubauen,
- den Bildungsprozess der Kinder als gemeinsame Aufgabe zu begreifen,
- nicht nur regelmäßig zu Gesprächen bereit zu sein, sondern auch aktiv den Kontakt zu suchen und
- ihre Einschätzungen zum Bildungserfolg und -fortschritt der Kinder ernst zu nehmen und mit der eigenen Sichtweise zu verbinden.

Den Kolleginnen und Kollegen gegenüber verpflichte ich mich,
- meine Erfahrungen in der Erziehung und im Unterricht zu teilen und als Grundlage für die kollegiale Professionalisierung zu nutzen,
- die tagtäglich gemachten Fehler zu teilen und gemeinsam zu reflektieren,
- erfolgreiche Momente in der Schule zurückzuspielen und gegenseitige Anerkennung zu schenken und
- jedem seine individuelle Sichtweise auf Schule und Unterricht zuzugestehen und gleichzeitig an einer gemeinsamen Vision zu arbeiten.

Der Bildungsöffentlichkeit gegenüber verpflichte ich mich,
- den Bildungs- und Erziehungsauftrag anzunehmen und jederzeit umzusetzen,
- nicht nur Wissen und Können zu vermitteln, sondern alle Bereiche der Persönlichkeit in den Blick zu nehmen und zu fördern,
- alle Unterrichtsfächer dem Wohl des Kindes und damit dem Bildungs- und Erziehungsauftrag unterzuordnen,
- loyal, aber nicht blind gegenüber amtlichen Vorgaben zu sein,
- alles umzusetzen, was dem Wohl der Kinder dient, und alles zurückzuweisen, was dem Wohl des Kindes zuwiderläuft,
- jegliche Interessen und Forderungen an Schule und Unterricht, die nicht in erster Linie dem Wohl des Kindes entspringen, kritisch zu hinterfragen, gegebenenfalls auch öffentlich anzuklagen und zurückzuweisen und
- im öffentlichen Diskurs den Kindern und ihrem Recht auf Bildung eine Stimme zu geben.

Der Gesellschaft gegenüber verpflichte ich mich,
- allen voran die Achtung vor der Würde des Menschen als Grundlage und Ziel von Schule und Unterricht zu sehen,
- die Grundsätze unserer Demokratie zu vermitteln und in der Schule und im Unterricht zu verteidigen,
- Schule als einen Ort der Reproduktion und der Innovation gesellschaftlicher Werte zu sehen,
- meine pädagogische Freiheit zu nutzen, um aktuelle Fragestellungen in das Zentrum des Schulalltages zu stellen, und
- nicht nur reaktiv, sondern auch proaktiv der Weiterentwicklung unserer Gesellschaft gegenüberzustehen.

Mir selbst gegenüber verpflichte ich mich,
- mein Vorgehen jederzeit zu begründen, kritisch-konstruktiv zu diskutieren und gewissenhaft zu reflektieren,
- regelmäßig meine fachlichen, pädagogischen und didaktischen Kompetenzen weiterzuentwickeln,
- regelmäßig meine Berufshaltungen zu reflektieren und
- meine Vorbildrolle stets nach bestem Wissen und Gewissen auszufüllen.

Ich bekräftige das Gesagte durch meine Bereitschaft, mich jederzeit an den Maßstäben messen zu lassen, die von dieser Verpflichtung ausgehen.“